# Liste der Monuments historiques in Arbois (Jura)
Die Liste der Monuments historiques in Arbois (Jura) führt die Monuments historiques in der französischen Stadt Arbois auf.

## Liste der Bauwerke
| Bezeichnung               | Beschreibung | Standort                       | Kennzeichnung | Schutzstatus | Datum | Bild |
| ------------------------- | ------------ | ------------------------------ | ------------- | ------------ | ----- | ---- |
| Maison des consorts Brand |              | 5 rue de Bourgogne (Lage)      | PA00101804    | Inscrit      | 1941  |      |
| Haus Delort               |              | 14-16 rue de Faïencerie (Lage) | PA39000069    | Inscrit      | 2006  |      |
| Hôtel de Broissia         |              | 68, 70 Grande Rue (Lage)       | PA00101802    | Inscrit      | 1969  |      |
| Schloss Verreux           |              | 2 rue de Verreux (Lage)        | PA39000017    | Inscrit      | 1997  |      |
| Schloss Bontemps          |              | rue du Vieux-Château (Lage)    | PA00102058    | Inscrit      | 1989  |      |
| Hôtel de Ville            |              | (Lage)                         | PA00125400    | Classé       | 1995  |      |
| Tour Gloriette            |              | (Lage)                         | PA00101805    | Inscrit      | 1928  |      |
| Maison de Louis Pasteur   |              | (Lage)                         | PA00101803    | Classé       | 1937  |      |
| St-Just                   |              | (Lage)                         | PA00101801    | Classé       | 1913  |      |
| Schloss Pécauld           |              | (Lage)                         | PA00101800    | Inscrit      | 1988  |      |

## Liste der Objekte
- Monuments historiques (Objekte) in Arbois in der Base Palissy des französischen Kultusministeriums